# Fontaine-lès-Luxeuil
Fontaine-lès-Luxeuil is een gemeente in het Franse departement Haute-Saône (regio Bourgogne-Franche-Comté). De plaats maakt deel uit van het arrondissement Lure. Fontaine-lès-Luxeuil telde op 1 januari 2022 1.329 inwoners.

## Geografie
De oppervlakte van Fontaine-lès-Luxeuil bedroeg op 1 januari 2022 27,73 vierkante kilometer; de bevolkingsdichtheid was toen 47,9 inwoners per km².

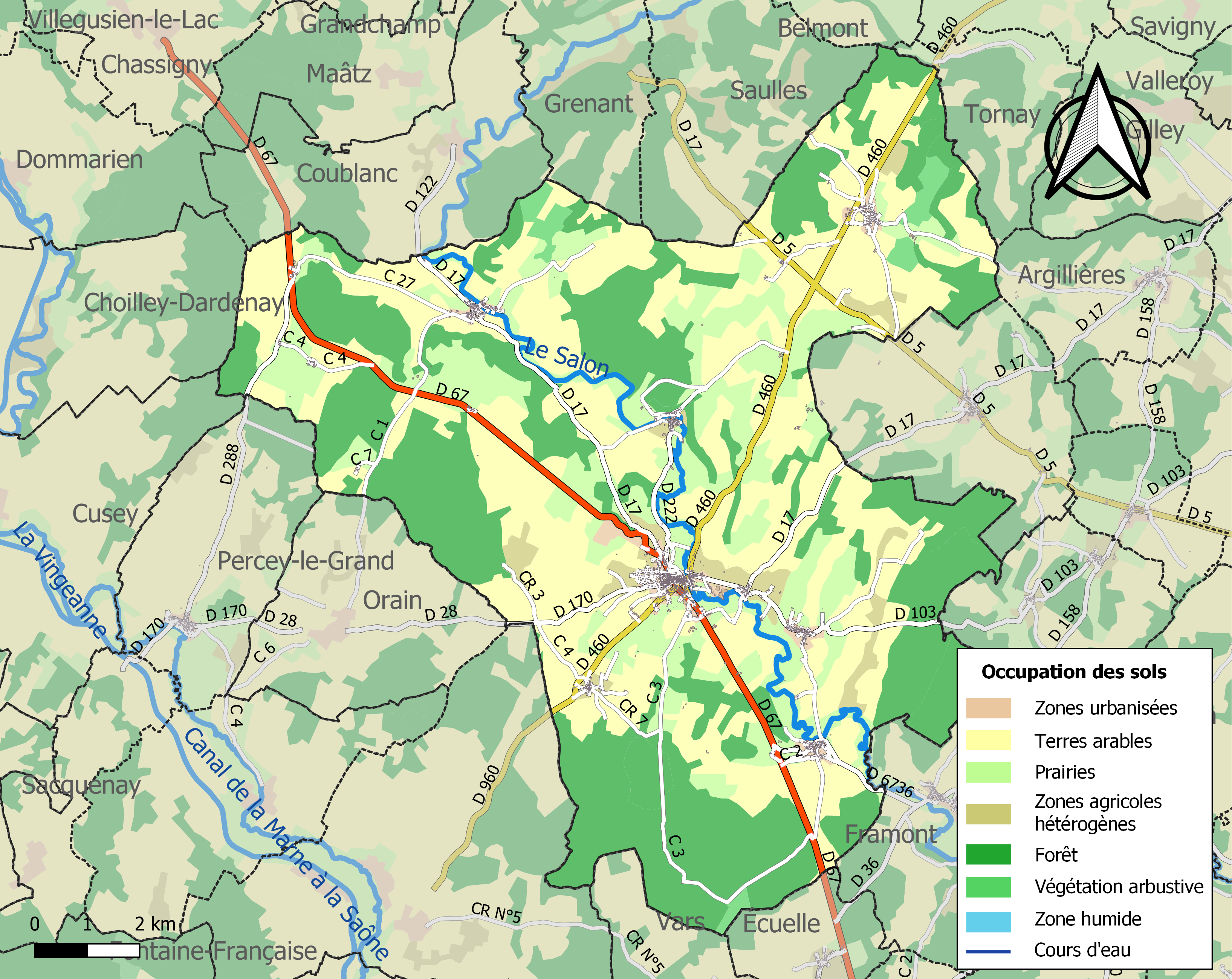
Kaart van de gemeente met de belangrijkste infrastructuur, bodemgebruik en omliggende gemeenten

## Demografie
Onderstaande figuur toont het verloop van het inwonertal (bron: INSEE-tellingen).